# Кінім Пхолсена
Кінім Пхолсена (лаос. ກວີນິມ ພົລເສນາ; 18 листопада 1915 — 1 квітня 1963) — лаоський дипломат і політик, міністр закордонних справ Лаосу.

## Біографія
Народився 1915 року. Його батько за походженням був китайцем, а мати лаоскою. Підлітком Пхолсена жив у будинку принца Суванни Пхуми, який виховував його, як власного сина. За підтримки принца Пхолсена зміг зробити гарну кар'єру та обіймав високі посади в уряді Лаосу від 1949 до 1952 року, після чого став губернатором Самниа.
Після державного перевороту 1960 року було сформовано коаліційний уряд, до складу якого ввійшли представники лівих, правих та нейтралістів. 8 грудня Суванна Пхума усунув Конґа Лі від командування Лаоською королівською армією, втім наступного дня Конґ Лі фактично повалив Суванну Пхуму, який утік до Пномпеня разом з принцом Бун Умом та своїми міністрами. Після того Пхолсена, який на той момент був міністром внутрішніх справ, став прем'єр-міністром, але не був визнаний. За кілька днів Суванна Пхума повернувся до В'єнтьяна та призначив на посаду голови уряду Бун Ума. Далі після понад року перемовин було сформовано новий коаліційний уряд, який очолив Суванна Пхума. Від 1962 до 1963 року Пхолсена обіймав посаду міністра закордонних справ у тому кабінеті.

### Убивство
1 квітня 1963 року Пхолсена разом з дружиною повертався додому з вечірки в королівській резиденції у В'єнтьяні. Ввечері подружжя прибуло до своєї нещодавно відремонтованої вілли. Коли Кінім Пхолсена підіймався сходами свого будинку, один із солдатів, який був призначений для охорони, застрелив міністра. Дружина Пхолсени зазнала поранень обох ніг. У своєму письмовому зізнанні вбивця звинуватив Кініма у спробі повалення уряду та підкупі нейтралістських урядовців, щоб ті переходили на бік Патет Лао.